# Rhythmus (Kunst)

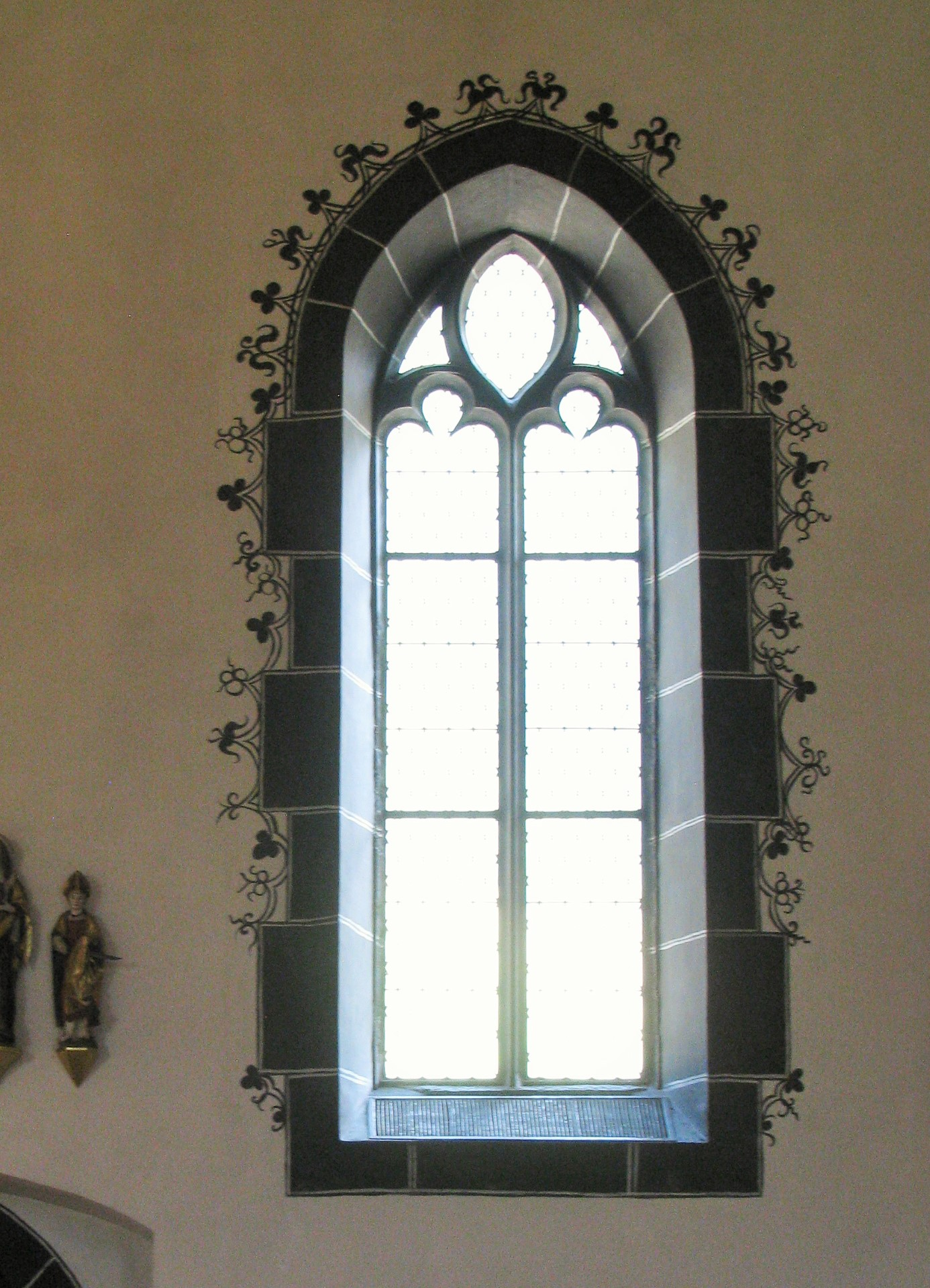
Rhythmus: Im oberen Teil der Bemalung wechseln sich zwei florale Elemente ab und bilden einen gleichwertigen Rhythmus. An den Seiten des Fensters ist die Anordnung variiert und es entsteht ein ungleichwertiger Rhythmus.

Der Rhythmus (von griechisch rhythmós: Gleichmaß, periodischer Wechsel, eigentlich: das Fließen) (auch Rhythmik) in der Kunst ist ein Ordnungsprinzip (Flächenordnungsprinzip, Formanordnung), das die regelmäßige Wiederkehr von Bild- oder Formelementen in Architektur, bildender Kunst, Ornamentik und Schriftkunst bezeichnet.

## Beschreibung
Rhythmus ist ein vor allem aus Musik und Sprachwissenschaft, aber auch aus Biologie, Medizin, Natur, Psychologie und Tanz übernommener, kunstwissenschaftlicher Begriff der Ästhetik. Der Begriff ist nicht scharf fixierbar. Jedoch ist es üblich geworden von Rhythmus zu sprechen, wenn Abstände, Anordnungen/Positionen, Farben und Formen von Elementen (Bildelemente, bildnerische Elemente, Einzelelemente, Gestaltungsparameter) nach einer gewissen Gesetzmäßigkeit variieren und eine Sequenz bilden. Durch mindestens einmalige Wiederholung der Sequenz verbinden sich die Elemente zu einer linearen Form. Die rhythmische Wiederkehr der Sequenzen sorgt für Beständigkeit, Klarheit und Ordnung, gleichzeitig aber auch für Abwechslung und Dynamik.

## Gleichwertiger und ungleichwertiger Rhythmus

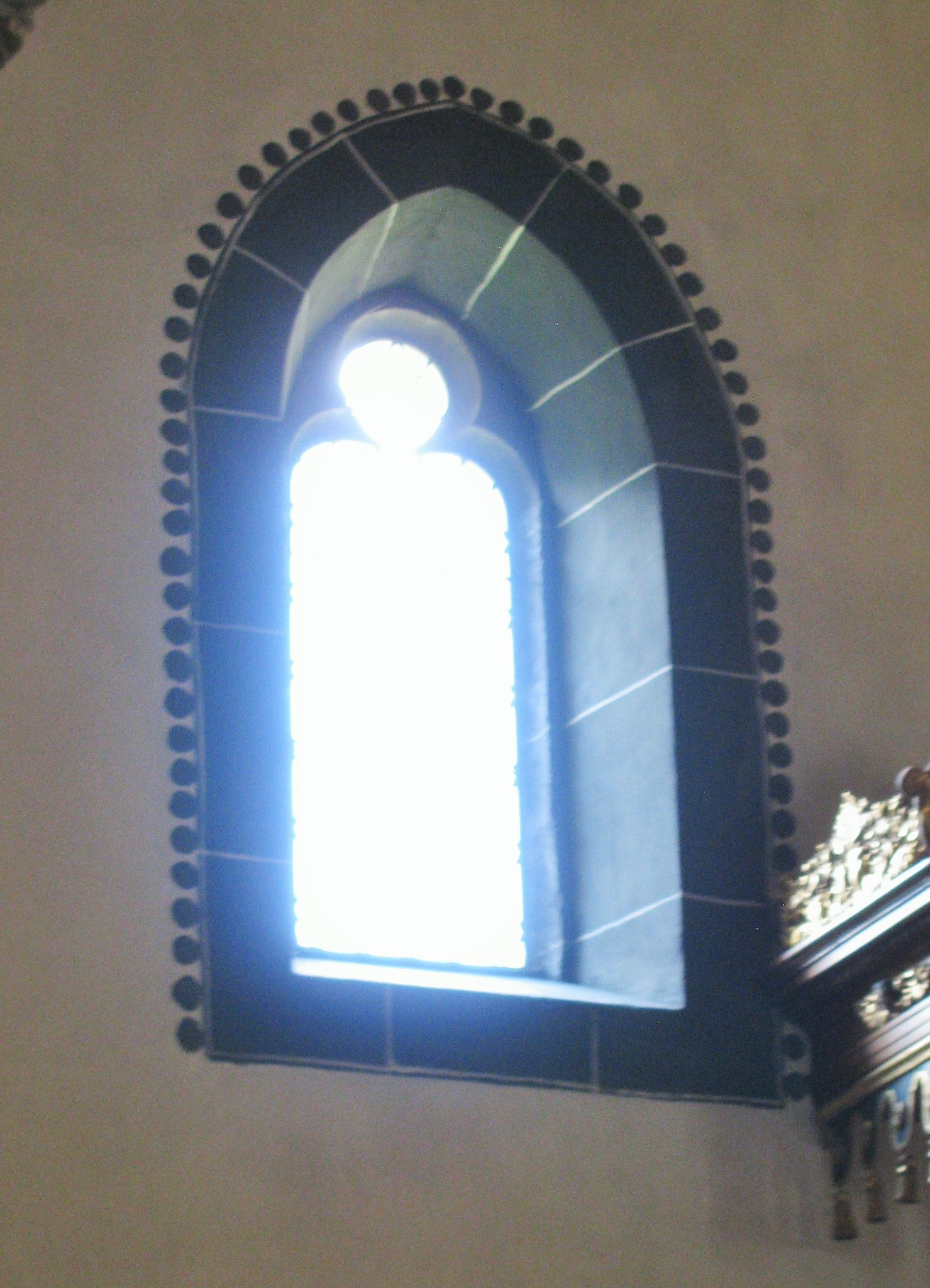
Reihung: Die Bemalung der Fensterumrahmung besteht aus aneinandergereihten Punkten.

Man unterscheidet zwei Kategorien: den gleichwertigen und den ungleichwertigen Rhythmus, wobei Übergänge fließend sind.
1.	Der gleichwertige Rhythmus ist regelmäßig, undifferenziert, streng und gebunden. Er kommt einer Reihung sehr nahe. Bei der Reihung wiederholen sich gleiche oder sehr ähnliche Elemente mindestens dreimal. Dabei bleiben der Abstand und ihre Gerichtetheit erhalten. Durch die gleichbleibende Wiederholung wirkt eine Reihung diszipliniert, gleichrangig, ordentlich und ruhig, häufig aber auch monoton und statisch.
Beim gleichwertigen Rhythmus wiederholen sich ebenfalls gleiche oder ähnliche Elemente. Allerdings variieren Abstände, Anordnungen, Farben und/oder Formen geringfügig. So wirkt der gleichwertige Rhythmus weniger monoton und statisch, sondern abwechslungsreicher, lebendiger und sanft bewegt.
2.	Der ungleichwertige Rhythmus ist unregelmäßig, differenziert, freier und ungebunden. Bei ihm wiederholen sich gleiche, ähnliche oder verschiedene Elemente. Und die Abstände, Anordnungen, Farben und Formen variieren in stärkerem Maße. So wirkt der ungleichwertige Rhythmus abwechslungsreich, dynamisch, frei, lebendig, aber auch ungleichmäßig, unruhig und willkürlich.

## Geschichte

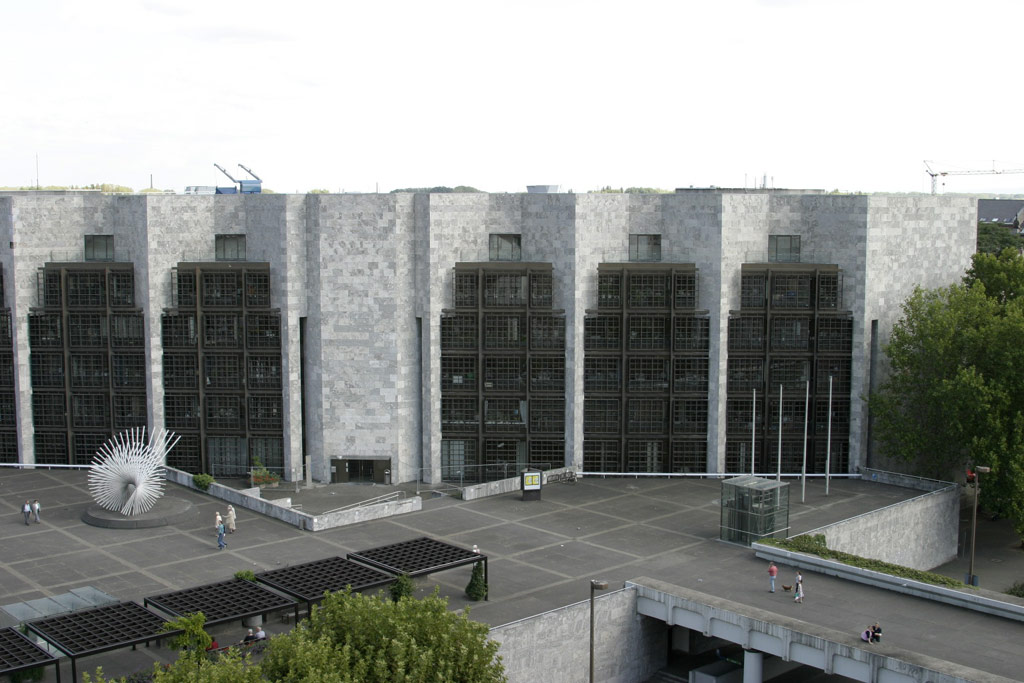
Ungleichwertiger Rhythmus: Fassade des Mainzer Rathauses, vom Eisenturm aus gesehen. Jockel-Fuchs-Platz 1, 1970–1974, Architekten: Arne Jacobsen und Otto Weitling.

Bereits in der Antike tritt der Begriff Rhythmus auf. Er bezeichnet ein System, das den Aufbau einer Figur oder eines Bildes bestimmt und damit den Eindruck von Leben und Bewegtheit vermittelt. Später bezog sich der Begriff ausschließlich auf Musik, Philosophie und den Menschen. Noch im 19. Jahrhundert bestanden Vorbehalte, den Begriff Rhythmus auf die Architektur und bildende Kunst zu übertragen. Erst mit den deutschen Kunsthistorikern August Schmarsow und Wilhelm Pinder setzte sich die Erkenntnis durch, dass auch in der Kunst und Architektur der Rhythmus eine Rolle spielt.

## Beispiele

### Architektur: Mainzer Rathaus

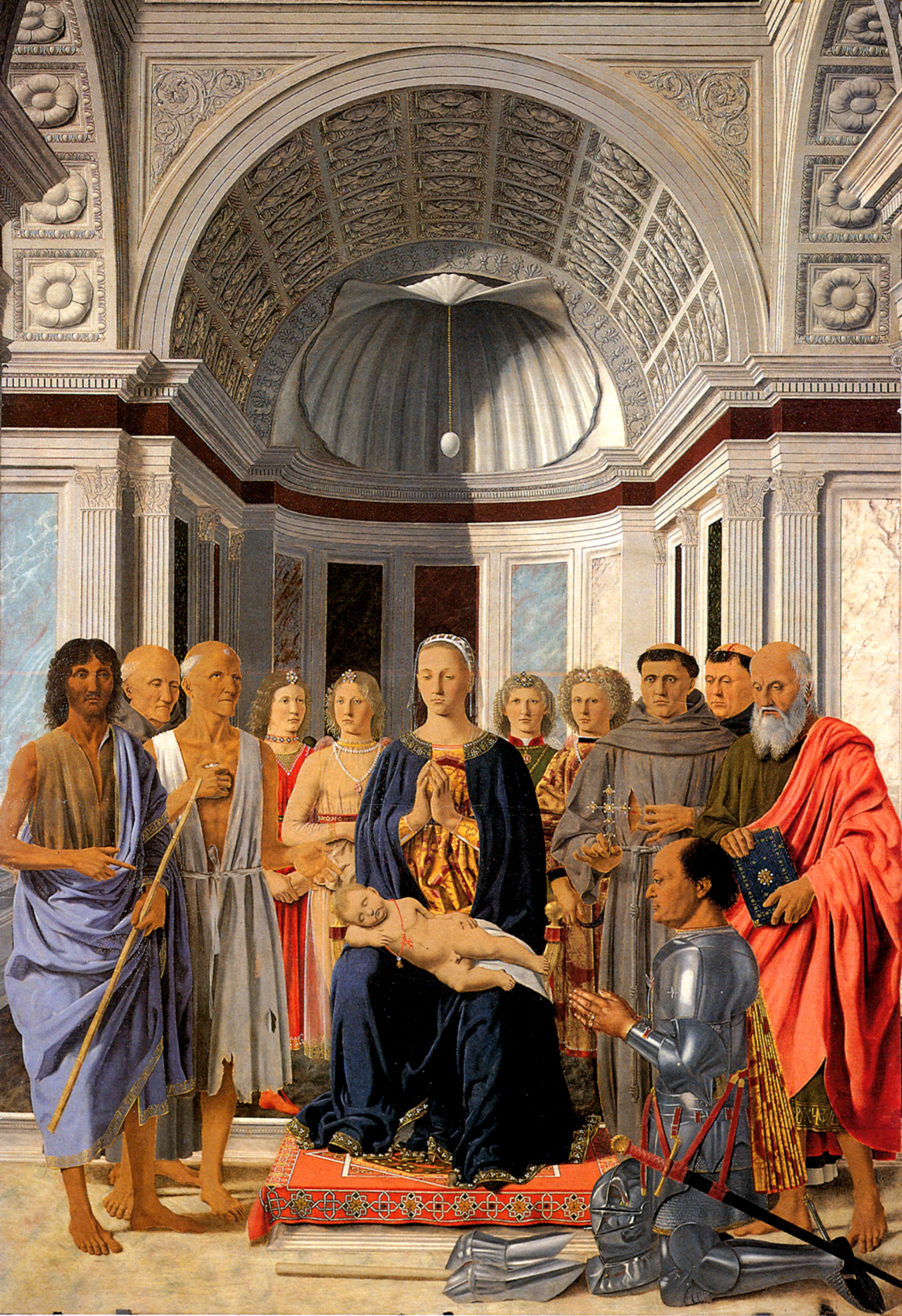
Ungleichwertiger Rhythmus: Piero della Francesca, Pala Montefeltro, zwischen 1466 und 1474, Tempera auf Holz, 251 × 172 cm, Pinacoteca di Brera. Epoche: Renaissance.

Die Fassadenwand des sechsstöckigen Baus besteht aus hellgrauem Naturstein (südnorwegischer Marmor „Porsgrunn“). Die Wand ist zickzackförmig gefaltet. Zwischen den Falten fügen sich die Fensterfronten über fünf Stockwerke ein. Als Sonnenschutz sind den Fenstern dunkelbronzefarbene Gitter aus eloxiertem Aluminium vorgelagert. So bilden die hellen, schmalen, durchgehenden, geschlossenen, vertikalen Stützen einen abwechslungsreichen Kontrast zu den dunklen, breiteren, offenen Rastergittern. Links und rechts außen und in der Mitte im Eingangsbereich befinden sich breitere Mauerbereiche. Es wechseln sich drei Elemente ab, die sehr kontrastreich sind. Damit liegt hier ein ungleichwertiger Rhythmus vor.

### Bildende Kunst – Malerei: Piero della Francesca, Pala Montefeltro
Das Altarbild zeigt Maria mit dem schlafenden Jesuskind, umgeben von sechs Heiligen und vier Engeln zusammen mit dem Stifter des Bildes, Federico da Montefeltro, dem Herzog von Urbino.
Die Architektur im Hintergrund zeigt einige gleichwertige Rhythmen. Im unteren Teil wechseln sich verschiedenfarbige Marmorspiegel mit kannelierten Pilastern ab. Beim Tonnengewölbe über der Apsis und den seitlichen Bögen sind Rosetten in Kassetten aneinandergereiht.

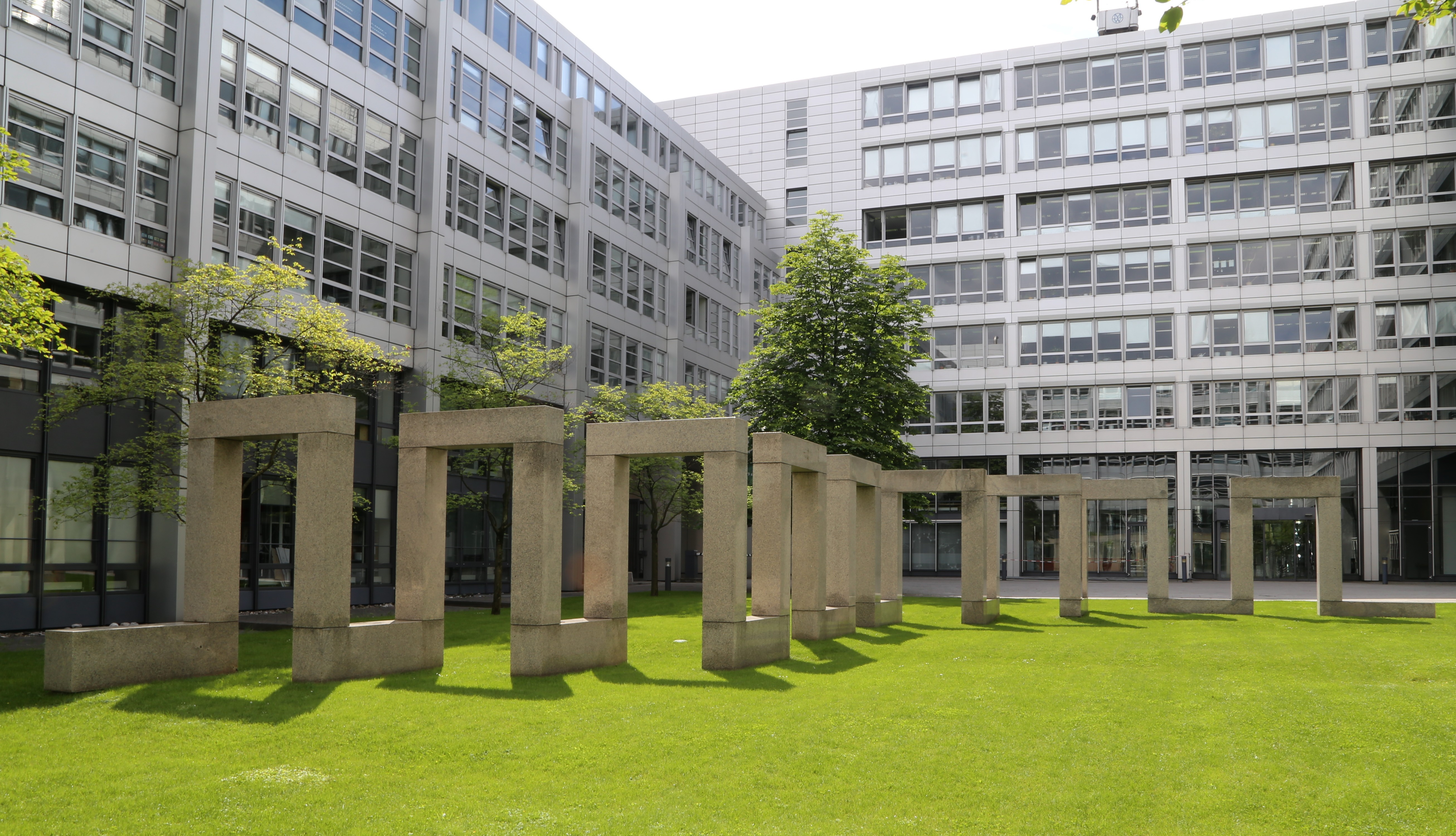
Gleichwertiger Rhythmus: Max Bill: Rhythmus im Raum, 1994, Granit, 3,2 × 10,65 × 18,45 m, Europäisches Patentamt, Bayerstraße 34, Hof 1, München. Stilrichtung: Konkrete Kunst.

Die sechs Heiligen und die vier Engel stehen halbkreisförmig um die thronende Maria herum. Es entsteht ein Wechsel von Vor- und Hintereinander. Die hinten stehenden Engel sind etwas kleiner dargestellt. Die leicht unterschiedliche Höhe der Köpfe und die unterschiedlichen Farben der Kleidung lassen einen ungleichwertigen Rhythmus entstehen.

### Bildende Kunst – Plastik: Max Bill, Rhythmus im Raum
37 langgezogene Steinquader bzw. Steinpfeiler aus Granit sind wie Bauklötze zu einem einfachen Mäander zusammengestellt. Sie bilden neun Tore, die rechtwinklig versetzt im Raum angeordnet sind. Der einfache Wechsel von Senkrechten und Waagerechten und die Auf- und Abbewegung ergeben einen gleichwertigen Rhythmus.

### Ornamentik: Mexikanisches Hand- oder Küchentuch

Gleichwertiger Rhythmus: Mexikanisches Hand- oder Küchentuch, Mexiko, frühes 19. Jahrhundert, untere Kante eines Hand- oder Küchentuches mit Stickerei auf Baumwolle, Cleveland Museum of Art, 47,2 × 42,9 cm

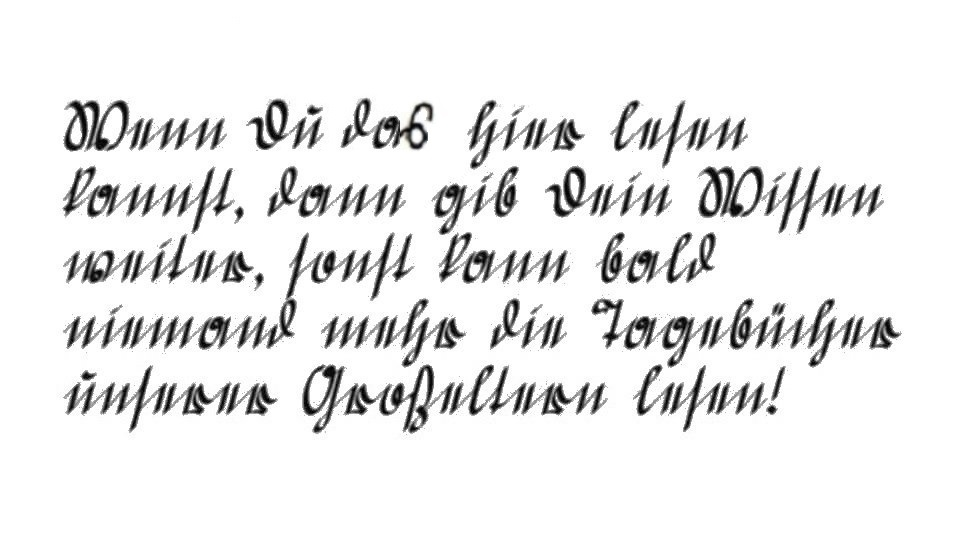
Gleichwertiger Rhythmus: Sütterlinschrift (Deutsche Schreibschrift)

Ornamente zählen zu unserem ältesten Kulturbestand überhaupt. Man findet sie an Architekturen, Designobjekten, an Möbeln, in der Mode oder in Gärten. Die Fotografie zeigt ein traditionelles, mexikanisches Hand- oder Küchentuch. An der Unterkante sind stilisierte Blumen zwischen Zickzacklinien aufgestickt. Die Einzelformen bleiben im Wesentlichen gleich. Lediglich die Blütenfarbe wechselt zwischen Rosa und Hellblau und die kleinen Flächen darüber sind abwechselnd rosa und gelb. Außerdem sind die beiden äußeren Elemente anders als die übrigen gestaltet. Es entsteht ein gleichwertiger Rhythmus. Hier zeigt sich, wie ein einfacher Gegenstand durch ein rhythmisches Ornament den Reiz des Reichtums, der Pracht und des Überschwänglichen erhält – das Gegenteil von Nüchternheit, Vernünftigem und Zweckmäßigem.

### Schrift
Bei Schriften, wie Handschriften oder Computerschriften, gibt es viele Unterschiede. Manchmal bleibt die Strichstärke gleich oder sie wechselt von breit zu fett. Oder die Formen sind eher zackig oder bevorzugt rund. Durch die Verwandtschaft bei Anordnung und Gestaltung der Buchstaben entsteht ein Rhythmus, der gute Lesbarkeit und optimalen Lesefluss sicherstellt. Allerdings können zu starke Abweichungen von der regulären Buchstabenform oder dem normalen Buchstabenabstand die Lesbarkeit stark einschränken.
Die Sütterlinschrift, bzw. deutsche Schrift, besticht durch ihre eckigen Formen. Wenige runde Formen, bevorzugt bei den Großbuchstaben, unterbrechen die gleichmäßige Zickzacklinie. Die Sütterlinschrift wirkt sehr regelmäßig und akkurat. So bildet diese Schrift einen gleichwertigen Rhythmus.